# Công Chính
Công Chính là một xã thuộc huyện Nông Cống, tỉnh Thanh Hóa, Việt Nam.
Xã Công Chính có diện tích 13,76 km², dân số năm 2004 là 7182 người, mật độ dân số đạt 522 người/km².
Từ xa xưa trên địa bàn xã này có tuyến kênh Nhà Lê nối từ  kinh đô Hoa Lư đến Đèo Ngang đi qua, là tuyến đường thủy đầu tiên trong lịch sử Việt Nam và được coi là tuyến đường Hồ Chí Minh trên sông vì những đóng góp cho các cuộc chiến tranh của người Việt.